# Georg Platzer
Georg „Schorsch“ Platzer (* 17. Juli 1923 in Augsburg) ist ein ehemaliger deutscher Fußballspieler. Der Offensivspieler hat für seinen Verein BC Augsburg in der damals erstklassigen Fußball-Oberliga Süd von 1945 bis 1956 insgesamt 238 Ligaspiele absolviert und dabei 112 Tore erzielt. Platzer ist der Rekordtorschütze des BCA in der Oberliga Süd und nimmt gemeinsam mit Gerhard Kaufhold von Kickers Offenbach den 14. Rang in der ewigen Torschützenliste im Süden ein.

## Karriere

### Vereine
Mit den Blau-Weißen aus dem Stadtteil Oberhausen, dem BC Augsburg, gehörte Platzer nach dem Zweiten Weltkrieg bereits in der ersten Runde 1945/46 der neugeschaffenen Oberliga Süd an. Am 13. Oktober 1945 trafen sich in der Gaststätte „Krone“ in Fellbach Vereinsvertreter der Südklubs und es wurde der Süddeutsche Fußballverband gegründet. Am 4. November wurde unter abenteuerlichen Bedingungen der Nachkriegszeit die erste Saison der Oberliga Süd angepfiffen. Platzer war von Beginn der Oberliga-Ära an ein Leistungsträger des BCA. Er wird in der Debütsaison mit 20 Toren geführt und sein Verein belegte den achten Rang. Lediglich das Heimspiel gegen Meister VfB Stuttgart (1:5) ging verloren, mit einer Bilanz von 21:9 Punkten endeten die 15 Heimspiele. Im zweiten Spieljahr 1946/47 wurde eine „Mammutsaison“ mit 20 Vereinen ausgespielt. Platzer steigerte seine Trefferquote auf 25 Tore, stieg aber mit dem BCA als 17. mit 30:46 Punkten in die Amateurliga ab. Das konnten auch nicht die Heimerfolge gegen den Lokalrivalen Schwaben Augsburg am 1. Juni 1947 (Tor durch Platzer) und am 29. Juni gegen Meister 1. FC Nürnberg (3:1) verhindern. Platzer schoss aber seinen Verein umgehend in die Oberliga zurück. Der BCA gewann 1947/48 die Meisterschaft in der Landesliga Gruppe Süd (40 Tore durch Platzer), wurde mit 4:1 und 1:1 gegen den 1. FC Bamberg bayerischer Landesligameister und setzte sich auch schließlich in der Aufstiegsrunde gegen den FC Rödelheim, SpVgg Feuerbach und Amicitia Viernheim mit zehn weiteren Platzer-Treffern durch. Für den Oberligarückkehrer erzielte der schnelle, mit Schusskraft versehene und das Kombinationsspiel beherrschende Angreifer 1948/49 in 30 Ligaeinsätzen 14 Tore. Es ging aber die gesamte Runde wieder um den Abstieg. Punktgleich mit jeweils 22:38 Zählern beendete der BCA mit Ulm 1846 die Runde. Auch die sechs Einsätze mit drei Toren von Ernst Willimowski konnten daran nichts ändern. Das Abstiegsentscheidungsspiel gewann das Platzer-Team in Frankfurt am 29. Mai mit 1:0 gegen Ulm (Torhüter Toni Turek und Verteidiger Hans Eberle) und gehörte damit weiterhin der Oberliga Süd an. Im Jahr 1949/50 verbesserte sich der BCA auf den 10. Rang, punktgleich belegte Schwaben Augsburg den 11. Rang. Ludwig Schlump, er bildete jahrelang mit „Schorsch“ Platzer ein Offensivduo der Extraklasse im Süden, hatte mit 17 Toren einen Hauptanteil daran. Für Platzer und Schlump wurden aber die Spiele um den Länderpokal der Höhepunkt der Saison. Die Spieler des BCA bildeten am 19. März 1950 den rechten Flügel der siegreichen Auswahl des bayerischen Fußball-Verbandes im Endspiel gegen die Pfalz. 89.000 Zuschauer verfolgten den 2:0 Endspielerfolg der BFV-Auswahl im Stuttgarter Neckarstadion.
In folgenden Runde, 1950/51, landete der BCA in einer 18er-Liga auf dem 16. Rang und stieg gemeinsam mit Reutlingen, Singen und Darmstadt 98 in die 2. Liga Süd ab. Platzer hatte 19 Treffer erzielt und die zwei Heimerfolge gegen den VfL Neckarau (8:2) und Schwaben Augsburg (5:0) ragten in der Runde heraus. Wiederum gelang aber die umgehende Oberligarückkehr. Als Vizemeister der 2. Liga Süd 1951/52 – 24 Tore durch Georg Platzer – kehrte der BCA in die Oberliga Süd zurück.
Ab der Saison 1952/53 begann die Karriere von Ulrich Biesinger in der Oberliga Süd bei den Blau-Weißen vom Ballspiel-Club Augsburg, an der Seite von Georg Platzer (30-10). Insgesamt bestritt das Sturmtalent in seiner Oberligadebütrunde 30 Einsätze mit 13 Toren. Da auch noch der Neuzugang aus der 2. Liga Süd vom ASV Cham, Ludwig Schuller, 17 Tore erzielen konnte, kam der BCA auf 59 Tore und belegte den 10. Rang. Mit dem BCA konnte Platzer nie um die Spitzenplätze in der Oberliga Süd konkurrieren, er zog deshalb auch nie in die Endrunde um die deutsche Meisterschaft ein.
Mit dem Spiel am 29. April 1956, einem 0:0 beim VfB Stuttgart, beendete Platzer nach insgesamt 238 Oberligapflichtspieleinsätzen mit 112 Toren seine elfjährige Ligakarriere.

### Auswahlmannschaften
Aufnahme in die Fußballnationalmannschaft unter Bundestrainer Sepp Herberger fand der Augsburger Rekordschütze nicht. In Repräsentativspielen war er in der Auswahl von Süddeutschland im Einsatz: Am 17. Oktober 1948 bei einem 1:1 in Nürnberg gegen Norddeutschland; am 13. März 1949 in Hannover gegen Norddeutschland (0:1) und am 18. März 1951 in Hamburg wiederum gegen Norddeutschland bei einem 4:2-Erfolg der Südauswahl.
Mit der Landesauswahl von Bayern gewann er 1950 den Länderpokal. Es hatten auch noch die Länder der DDR teilgenommen und die westdeutschen Teams waren aus dem erstklassigen Vertragsspielerlager zusammengesetzt. Die bayerische Auswahl gewann am 19. März das Endspiel mit 2:0 gegen die Pfalz und war im Angriff in der Besetzung mit Platzer, Schlump, Horst Schade (2 Tore), Max Appis und Hans Nöth angetreten.

## Erfolge
- Länderpokal-Sieger 1950 (mit dem Landesverband Bayern)
- 14. Rang der ewigen Torschützenliste der Oberliga Süd (112 Tore in 238 Spielen)

## Sonstiges
Nach seiner aktiven Zeit war Georg Platzer im Augsburger Raum bei verschiedenen Amateurvereinen als Trainer tätig, unter anderem beim FC Kempten. Dem BCA war er weiterhin treu verbunden und machte sich als Spielausschussvorsitzender und Geschäftsführer verdient.